# El Jarillo
El Jarillo es un pueblo y parroquia de origen alemán en Venezuela, ubicada en el Municipio Guaicaipuro del Estado Miranda a unos pocos kilómetros de la Colonia Tovar (Estado Aragua). Con un clima promedio de 18 °C y una altura que va desde los 1200 a 2200 m s. n. m.

## Historia
El origen del pueblo de El Jarillo se remonta al 19 de enero de 1843  cuando partió del puerto francés de El Havre el buque Clemence donde viajaron los primeros colonos que fundaron la Colonia Tovar, hasta entonces no se tenía siquiera pensado la fundación de El Jarillo. No es sino hasta el año 1851 que llega la segunda emigración de alemanes conformada por 90 nuevos colonos entre ellos la familia de Andreas Breidenbach y Apolina Feussner conformada por 11 miembros provenientes de Erfurtshausen (Hessen) entre los cuales se encontraban dos de sus hijos Emilio y Gregorio Breidenbach. 
Ya por el año 1890 los hermanos Gregorio y Emilio Breidenbach Feussner que una vez instalados en la Colonia Tovar deciden apartarse y radicarse lejos de la colonia, viendo que estas tierras poseían las condiciones perfectas para las labores agrícolas, se establecen para dar lugar a una pujante y próspera comunidad de descendientes alemanes que cultivan estas tierras de donde brotan las más dulces, además de jugosas frutas y que hoy conocemos como El Jarillo. Su nombre se deriva de una planta existente en la zona que curiosamente tiene un parecido con el árbol del durazno.
Es importante mencionar a la llamada "casa de tejas", donde vivieron los primeros alemanes llegados a El Jarillo y tuvieron lugar las primeras plantaciones de durazno. Al principio no se le prestaba la menor atención a esta fruta, solo se tenían algunos árboles para el consumo de los lugareños y
de cultivo -ya que se trata de una planta de 4 estaciones- podría dar resultado si se cultivaba en masa. Así fue creciendo el cultivo del durazno hasta hacerse responsable del progreso económico de la mayoría de los pobladores de la región. Otro evento importante ocurrió el 27 de junio de 1929, cuando Benjamin Gerig le compró las tierras a Adolfo Breidenbach, hijo de Gregorio Breidenbach.
Benjamín Gerig fue descendiente de Gervasius Gerig, fabricante de vinos de 46 años, y de su esposa Petronella Prag, de 39 años, quienes emigraron desde el pueblo de Oberbergen, en Alemania, junto a sus hijos Karl (15 años), Luís (8 años) y Karoline (5 años). La familia llegó a la Colonia Tovar en el año 1843, como parte del proceso de colonización agrícola impulsado por el gobierno venezolano con inmigrantes alemanes.
Posteriormente, los Gerig adquirieron tierras y se trasladaron a la zona de El Jarillo, donde se establecieron junto a sus esposas e hijos en busca de mejores oportunidades. Una vez asentados, se dedicaron principalmente a la agricultura, actividad que consolidó su presencia y contribución al desarrollo económico de la región.
En reconocimiento a su legado, cada 27 de junio se celebra el Día de los Gerig, en honor a esta familia pionera, considerada símbolo de identidad histórica tanto de El Jarillo como de la Colonia Tovar.
Actualmente, en El Jarillo predominan apellidos de origen germánico, como Gerig, Ziegler, Ruh, Kohler, Breidenbach y Salas, reflejo de la herencia cultural alemana que aún perdura en la zona.

## Cultura
El dialecto alemannisch o Alemán coloniero básicamente ha desaparecido, sin embargo algunos ancianos aún hablan con fluidez algunas frases. Los jarilleros lo llaman 'Patua' ya que les cuesta entender el alemán por causa del aislamiento que han mantenido sus habitantes con respecto a Alemania; y los venezolanos integrados hacen del idioma usado en El Jarillo una variable con ciertas particularidades propias de este lugar. No hay casi posibilidad de tener contacto con el idioma alemán hoy 
En cuanto a la música y los bailes, el pueblo cuenta con una agrupación de danzas tradicionales Jarillo Deutschtanzgruppe. En cuanto a la religión, en la región hay numerosos miembros de los testigos de Jehová y algunos evangélicos, la comunidad es netamente católica desde sus inicios.  En las puertas de numerosas viviendas pueden apreciarse unas calcomanías que dicen: “Aquí somos católicos”. El deporte regional el el parapente,  donde un grupo de jóvenes amantes de este riesgoso deporte, se dan cita, los sábados y domingos en la parte alta de La Enea, en la vía de La Pica hacia la Colonia Tovar